# NGC 3111
NGC 3111 é uma galáxia elíptica (E-S0) localizada na direcção da constelação de Ursa Major. Possui uma declinação de +47° 15' 47" e uma ascensão recta de 10 horas, 06 minutos e 07,4 segundos.
A galáxia NGC 3111 foi descoberta em 17 de Março de 1828 por John Herschel.